# エドワード・カーク
エドワード・カーク（Edward Quirk、1991年8月28日 - ）は、ジャパンラグビーリーグワン中国電力レッドレグリオンズに所属するラグビー選手。

## プロフィール
- オーストラリア・ブリスベン出身[1]。
- ポジションはフランカー(FL)。
- 身長 191 cm、体重 109 kg
- ニックネームはQuirky、Q。
- U20・7人制のオーストラリア代表に選ばれたことがある。

## 略歴
ブリスベンステート高校、アイオナ大学、レッズ、クイーンズランド・カントリーを経て、2016年、サンウルブズに加入。

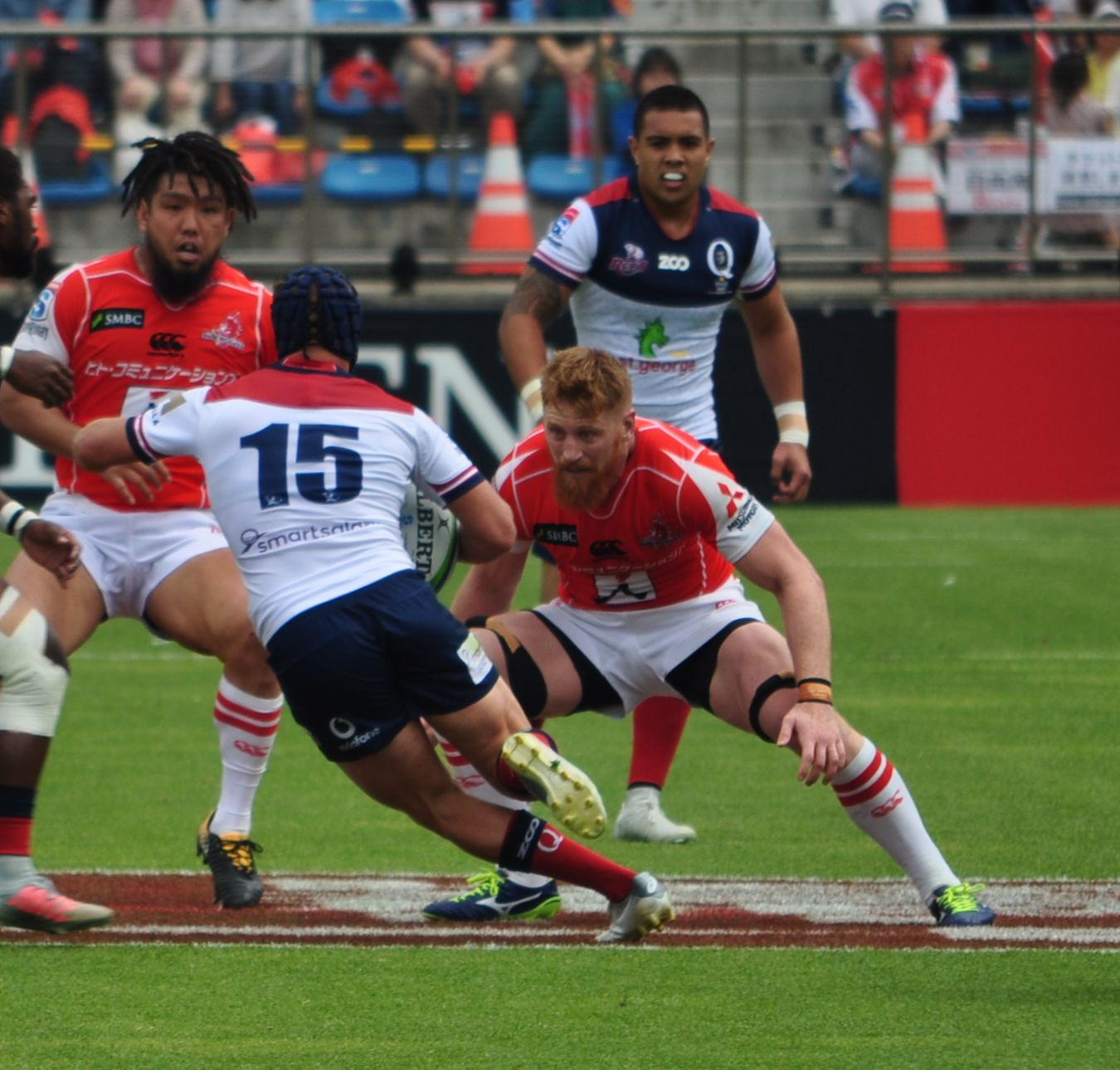
サンウルブズ時代（秩父宮ラグビー場）
（2018年5月12日撮影）

2017年、サンウルブズの主将に就任し、同年6月にはキヤノンイーグルス(現・横浜キヤノンイーグルス)に加入。また同年8月18日に行われたジャパンラグビートップリーグ第1節のサントリーサンゴリアス戦にて先発出場でトップリーグでの公式戦初出場を果たす。
2021年、中国電力レッドレグリオンズに加入。

## エピソード
2016年、トップリーグのチームに入らなかったのでTwitterのハッシュタグで「#エドワードカーク獲れ」が広まった。

## 受賞歴

### リーグワン
- 2023-24ベストタックラー(DIVISION 3)